# Hyperbel (Mathematik)

Hyperbel mit Mittelpunkt, Brennpunkten und, Scheitelpunkten und, Asymptoten (grün)

In der ebenen Geometrie versteht man unter einer Hyperbel eine spezielle Kurve, die aus zwei zueinander symmetrischen, sich ins Unendliche erstreckenden Ästen besteht. Sie zählt neben dem Kreis, der Parabel und der Ellipse zu den Kegelschnitten, die beim Schnitt einer Ebene mit einem geraden Kreiskegel entstehen.
Wie Ellipse und Parabel lassen sich Hyperbeln als Ortskurven in der Ebene definieren (s. Abschnitt Definition einer Hyperbel als Ortskurve).
Jede Hyperbel lässt sich in einem geeigneten Koordinatensystem durch eine Gleichung
{\displaystyle \;{\frac {x^{2}}{a^{2}}}-{\frac {y^{2}}{b^{2}}}=1\;}
beschreiben. Die Parameter {\displaystyle a} und  {\displaystyle b} heißen halbe Hauptachse bzw. halbe Nebenachse.
Die Hyperbel wurde von Menaichmos entdeckt. Die von Apollonios von Perge eingeführte Bezeichnung kommt aus dem Griechischen und bezieht sich im Zusammenhang mit Konstruktion als Kegelschnitt auf die Übertreibung (ὑπερβολή hyperbolē, von altgriechisch βάλλειν bállein, deutsch ‚werfen‘, ὑπερβάλλειν hyperbállein, deutsch ‚über das Ziel hinaus werfen‘) des Schnittwinkels (oder der numerischen Exzentrizität {\displaystyle \varepsilon }, s. unten): Mit steigendem Schnittwinkel verwandelt sich der Kreis ({\displaystyle \varepsilon =0}, Schnittebene senkrecht zur Kegelachse) erst zu immer länglicheren Ellipsen und dann über die Parabel ({\displaystyle \varepsilon =1},  Schnittebene parallel zu einer Tangentialebene des Kegels) zu Hyperbeln mit {\displaystyle \varepsilon >1}.

## Definition einer Hyperbel als Ortskurve

Hyperbel: Definition und Asymptoten

Eine Hyperbel ist definiert als die Menge aller Punkte {\displaystyle P} der Zeichenebene {\displaystyle E^{2}}, für die der Betrag der Differenz der Abstände zu zwei gegebenen Punkten, den sogenannten Brennpunkten {\displaystyle F_{1}} und {\displaystyle F_{2}}, konstant gleich {\displaystyle 2a>0} ist:
{\displaystyle H=\{P\in E^{2}\mid ||PF_{2}|-|PF_{1}||=2a\}}
Der Mittelpunkt {\displaystyle M} der Strecke {\displaystyle {\overline {F_{1}F_{2}}}} heißt Mittelpunkt der Hyperbel. Die Verbindungsgerade der Brennpunkte ist die Hauptachse der Hyperbel. Auf der Hauptachse liegen die beiden Scheitel {\displaystyle S_{1},S_{2}} im Abstand {\displaystyle a} vom Mittelpunkt. Der Abstand der Brennpunkte vom Mittelpunkt heißt Brennweite oder lineare Exzentrizität und wird üblicherweise mit {\displaystyle e} bezeichnet. Die in der Einleitung erwähnte dimensionslose numerische Exzentrizität {\displaystyle \varepsilon } ist {\displaystyle e/a}.
Dass der Schnitt eines geraden Kreiskegels mit einer Ebene, die steiler ist als die Mantellinien des Kegels und die Kegelspitze nicht enthält, eine Hyperbel ist, zeigt man, indem man die obige definierende Eigenschaft mit Hilfe der Dandelinschen Kugeln nachweist (s. Abschnitt Hyperbel als Kegelschnitt).

Hyperbel: Definition mit Leitkreis

Bemerkung:

Die Gleichung {\displaystyle ||PF_{2}|-|PF_{1}||=2a} lässt sich auch so interpretieren:
Ist {\displaystyle c_{2}} der Kreis um {\displaystyle F_{2}} mit Radius {\displaystyle 2a}, so hat {\displaystyle P} vom Kreis {\displaystyle c_{2}} denselben Abstand wie vom Brennpunkt {\displaystyle F_{1}}: {\displaystyle |Pc_{2}|=|PF_{1}|\ .} Man nennt {\displaystyle c_{2}} den zu {\displaystyle F_{2}} gehörigen Leitkreis der Hyperbel. Er erzeugt den rechten Ast
{\displaystyle H_{+}=\{P\in E^{2}\mid |Pc_{2}|=|PF_{1}|\}}
der Hyperbel. Den linken Ast {\displaystyle H_{-}} erhält man analog mit dem zum Brennpunkt {\displaystyle F_{1}} gehörigen Leitkreis {\displaystyle c_{1}}.

Die Erzeugung einer Hyperbel mit Leitkreisen sollte man nicht verwechseln mit der Erzeugung einer Hyperbel mit Leitlinien (siehe unten).
Aufgrund der Leitkreis-Eigenschaft ist ein Ast einer Hyperbel die Äquidistanz-Kurve zu einem ihrer Brennpunkte und dem Leitkreis mit dem anderen Brennpunkt als Mittelpunkt.

## Hyperbel in 1. Hauptlage

### Gleichung
Die Gleichung der Hyperbel erhält eine besonders einfache Form, wenn sie in 1. Hauptlage liegt, das heißt, dass die beiden Brennpunkte auf der {\displaystyle x}-Achse symmetrisch zum Ursprung liegen; bei einer Hyperbel in 1. Hauptlage haben also die Brennpunkte die Koordinaten {\displaystyle F_{1}=(e,0)} und {\displaystyle F_{2}=(-e,0)} (mit e = lineare Exzentrizität), und die Scheitel haben die Koordinaten
{\displaystyle (a,0)} und {\displaystyle (-a,0)}.
Für einen beliebigen Punkt {\displaystyle (x,y)} in der Ebene ist der Abstand zum Brennpunkt {\displaystyle (e,0)} gleich
{\displaystyle {\sqrt {(x-e)^{2}+y^{2}}}} und zum anderen Brennpunkt {\displaystyle {\sqrt {(x+e)^{2}+y^{2}}}}. Der Punkt {\displaystyle (x,y)} liegt also genau dann auf der Hyperbel, wenn die Differenz dieser beiden Ausdrücke gleich {\displaystyle 2a} oder gleich {\displaystyle -2a} ist.
Durch algebraische Umformungen und mit der Abkürzung {\displaystyle b^{2}=e^{2}-a^{2}} kann man zeigen, dass die Gleichung
{\displaystyle {\sqrt {(x-e)^{2}+y^{2}}}-{\sqrt {(x+e)^{2}+y^{2}}}=\pm 2a}
zur Gleichung
{\displaystyle {\frac {x^{2}}{a^{2}}}-{\frac {y^{2}}{b^{2}}}=1}
äquivalent ist. Letztere Gleichung nennt man die Gleichung der Hyperbel in 1. Hauptlage oder Mittelpunktsgleichung der Hyperbel.

### Scheitel
Eine Hyperbel besitzt nur zwei Scheitel: {\displaystyle (a,0)} und {\displaystyle (-a,0)}. Im Gegensatz zur Ellipse sind hier {\displaystyle (0,b)} und {\displaystyle (0,-b)} keine Kurvenpunkte. Letztere werden deswegen auch imaginäre Nebenscheitel genannt. Die Gerade durch die Nebenscheitel heißt Nebenachse. Die Hyperbel liegt symmetrisch zur Haupt- und Nebenachse.

### Asymptoten

Hyperbel: Halbachsen a,b, lin. Exzentrizität e, Halbparameter p

Löst man die Hyperbelgleichung nach {\displaystyle y} auf, so erhält man
{\displaystyle y=\pm b{\sqrt {{\frac {x^{2}}{a^{2}}}-1}}.}
Hier erkennt man, dass sich die Hyperbel für betragsmäßig große {\displaystyle x} an die Geraden
{\displaystyle y=\pm {\frac {b}{a}}x}
beliebig dicht annähert. Diese Geraden gehen durch den Mittelpunkt und heißen die Asymptoten der Hyperbel {\displaystyle {\tfrac {x^{2}}{a^{2}}}-{\tfrac {y^{2}}{b^{2}}}=1.}
Aus dem Steigungsdreieck der Asymptote mit den Seiten  {\displaystyle a,b,e} erhält man für den Winkel zwischen den Asymptoten (der den Brennpunkt einschließt) 
{\displaystyle \alpha =2\cdot \arctan {\frac {b}{a}}=2\cdot \arctan {\sqrt {\varepsilon ^{2}-1}}}.
Das Lot vom Brennpunkt auf eine Asymptote hat die Länge  {\displaystyle b}, wie man durch Spiegelung des Steigungsdreiecks an seiner Winkelhalbierenden erkennt.

### Halbparameterp
Die halbe Länge einer Hyperbelsehne, die durch einen Brennpunkt geht und zur Hauptachse senkrecht verläuft, nennt man den Halbparameter (manchmal auch Quermaß oder nur Parameter) {\displaystyle p} der Hyperbel. Er lässt sich berechnen durch
{\displaystyle p={\frac {b^{2}}{a}}.}
Weitere Bedeutung von {\displaystyle p}:
{\displaystyle p} ist der Scheitelkrümmungskreisradius,
d. h. {\displaystyle p} ist der Radius desjenigen Kreises durch einen Scheitel, der sich an die Hyperbel im Scheitel am besten anschmiegt. (Siehe unten: Formelsammlung/Scheitelgleichung.)

### Tangente
Die Gleichung der Tangente in einem Hyperbelpunkt {\displaystyle (x_{B},y_{B})} findet man am einfachsten durch implizites Differenzieren der Hyperbelgleichung {\displaystyle {\tfrac {x^{2}}{a^{2}}}-{\tfrac {y^{2}}{b^{2}}}=1}:
{\displaystyle {\frac {2x}{a^{2}}}-{\frac {2yy'}{b^{2}}}=0\ \rightarrow \ y'={\frac {x}{y}}{\frac {b^{2}}{a^{2}}}\ \rightarrow \ y={\frac {x_{B}}{y_{B}}}{\frac {b^{2}}{a^{2}}}(x-x_{B})+y_{B}.}
Unter Berücksichtigung von {\displaystyle {\tfrac {x_{B}^{2}}{a^{2}}}-{\tfrac {y_{B}^{2}}{b^{2}}}=1} ergibt sich:
{\displaystyle {\frac {x_{B}}{a^{2}}}x-{\frac {y_{B}}{b^{2}}}y=1.}

### Gleichseitige Hyperbel
Eine Hyperbel, für die {\displaystyle a=b} gilt, heißt gleichseitige Hyperbel. Ihre Asymptoten stehen senkrecht aufeinander. Die lineare Exzentrizität ist {\displaystyle e={\sqrt {2}}a}, die numerische Exzentrizität {\displaystyle \varepsilon ={\sqrt {2}}} und der Halbparameter ist {\displaystyle p=a}.

### Parameterdarstellung mit Hyperbelfunktionen
Mit den Hyperbelfunktionen {\displaystyle \cosh ,\sinh } ergibt sich eine (zur Ellipse analoge) Parameterdarstellung der Hyperbel {\displaystyle {\tfrac {x^{2}}{a^{2}}}-{\tfrac {y^{2}}{b^{2}}}=1}:
{\displaystyle (\pm a\cosh t,b\sinh t),\,t\in \mathbb {R} }

### Hyperbel in 2. Hauptlage
Vertauscht man {\displaystyle x} und {\displaystyle y}, so erhält man Hyperbeln in 2. Hauptlage:
{\displaystyle {\frac {y^{2}}{a^{2}}}-{\frac {x^{2}}{b^{2}}}=1}

## Hyperbel mit einer Gleichung y=A/x

Drehung des Koordinatensystems zur Beschreibung einer gleichseitigen Hyperbel als Graph einer Funktion

Drei gleichseitige Hyperbeln mit den Koordinatenachsen als Asymptoten
rot: A=1, magenta: A=4; blau: A=9

Dreht man das {\displaystyle x}-{\displaystyle y}-Koordinatensystem um den Winkel {\displaystyle -45^{\circ }} und nennt die neuen Koordinaten {\displaystyle \xi ,\eta }, so ist {\displaystyle x={\tfrac {\xi +\eta }{\sqrt {2}}},\;y={\tfrac {-\xi +\eta }{\sqrt {2}}}}.

Die gleichseitige Hyperbel {\displaystyle {\tfrac {x^{2}-y^{2}}{a^{2}}}=1} (die Halbachsen sind gleich lang!) hat in den neuen Koordinaten die Gleichung {\displaystyle {\tfrac {2\xi \eta }{a^{2}}}=1}.
Löst man diese Gleichung nach {\displaystyle \eta } auf, erhält man {\displaystyle \eta ={\tfrac {a^{2}/2}{\xi }}\ .}
Also ist (in einem x-y-Koordinatensystem) der Graph der Funktion {\displaystyle f\colon x\mapsto {\tfrac {A}{x}},\;A>0\;,} mit der Gleichung
- {\displaystyle y={\frac {A}{x}}\;,A>0,} eine gleichseitige Hyperbel mit
- den Koordinatenachsen als Asymptoten,
- der Gerade {\displaystyle y=x} als Hauptachse,
- dem Mittelpunkt {\displaystyle (0,0)} und den Halbachsen {\displaystyle a=b={\sqrt {2A}},}
- den Scheiteln {\displaystyle ({\sqrt {A}},{\sqrt {A}}),(-{\sqrt {A}},-{\sqrt {A}}),}
- dem Halbparameter und Scheitelkrümmungskreisradius {\displaystyle p=a={\sqrt {2A}},}
- der linearen Exzentrizität {\displaystyle e=2{\sqrt {A}}} und der numerischen Exzentrizität {\displaystyle \varepsilon ={\sqrt {2}},}
- der Tangente {\displaystyle y=-{\tfrac {A}{x_{0}^{2}}}x+2{\tfrac {A}{x_{0}}}} im Punkt {\displaystyle (x_{0},A/x_{0}).}

Dreht man die ursprüngliche Hyperbel um {\displaystyle -45^{\circ }} (dies entspricht einer Drehung des Koordinatensystems um {\displaystyle +45^{\circ }}), so erhält man eine gleichseitige Hyperbel mit der Gleichung
- {\displaystyle y={\frac {-A}{x}}\;,A>0} mit
- den Halbachsen {\displaystyle a=b={\sqrt {2A}},}
- der Gerade {\displaystyle y=-x} als Hauptachse,
- den Scheiteln {\displaystyle (-{\sqrt {A}},{\sqrt {A}}),({\sqrt {A}},-{\sqrt {A}}).}

Verschiebt man die Hyperbel mit der Gleichung {\displaystyle y={\frac {A}{x}}} so, dass der Punkt {\displaystyle (x_{0},y_{0})} der Mittelpunkt der verschobenen Hyperbel ist, so hat die verschobene Hyperbel die Gleichung
- {\displaystyle y={\frac {A}{x-x_{0}}}+y_{0}.}

Die verschobene Hyperbel hat die Asymptoten {\displaystyle x=x_{0}} und {\displaystyle y=y_{0}}.

Die Parameter {\displaystyle a,b,p,e,\varepsilon } ändern sich bei einer Verschiebung nicht.

## Hyperbel als Kegelschnitt

Hyperbel (rot): Auf- und Seitenriss eines Kegels mit Dandelinschen Kugeln d_{1}, d_{2}

Schneidet man einen geraden Kreiskegel mit einer Ebene {\displaystyle \pi }, deren Neigung größer als die Neigung der Mantellinien des Kegels ist und die nicht durch die Kegelspitze geht, so ergibt sich eine Hyperbel als Schnittkurve (s. Bild, rote Kurve). Den Nachweis der definierenden Eigenschaft bzgl. der Brennpunkte (s. oben) führt man mit Hilfe zweier Dandelinscher Kugeln {\displaystyle d_{1},d_{2}}, das sind Kugeln, die den Kegel in Kreisen {\displaystyle c_{1}} bzw. {\displaystyle c_{2}} und die Hyperbelebene in Punkten {\displaystyle F_{1}} bzw. {\displaystyle F_{2}} berühren. Es stellt sich heraus, dass {\displaystyle F_{1},F_{2}} die Brennpunkte der Schnitthyperbel sind.
1. {\displaystyle P} sei ein beliebiger Punkt der Schnittkurve.
2. Die Mantellinie durch {\displaystyle P} schneidet den Kreis {\displaystyle c_{1}} in einem Punkt {\displaystyle A} und den Kreis {\displaystyle c_{2}} in einem Punkt {\displaystyle B}.
3. Die Strecken {\displaystyle {\overline {PF_{1}}}} und {\displaystyle {\overline {PA}}} sind tangential zur Kugel {\displaystyle d_{1}} und damit gleich lang.
4. Die Strecken {\displaystyle {\overline {PF_{2}}}} und {\displaystyle {\overline {PB}}} sind tangential zur Kugel {\displaystyle d_{2}} und damit auch gleich lang.
5. Also ist {\displaystyle |PF_{1}|-|PF_{2}|=|PA|-|PB|=|AB|} und damit unabhängig vom Hyperbelpunkt {\displaystyle P}.

## Tangente als Winkelhalbierende
Für eine Hyperbel gilt:

Hyperbel: Tangente als Winkelhalbierende der Brennstrahlen

- Die Tangente in einem Punkt {\displaystyle P} ist die Winkelhalbierende der Brennstrahlen {\displaystyle {\overline {PF_{1}}},{\overline {PF_{2}}}.}

Daraus folgt: Ein Lichtstrahl, der von einem Brennpunkt ausgeht, wird demnach an der Hyperbeltangente so reflektiert, dass er vom anderen Brennpunkt auszugehen scheint.
Beweis
Zum Beweis verwendet man den Hilfspunkt {\displaystyle L} auf dem Brennstrahl {\displaystyle {\overline {PF_{2}}}}, der von {\displaystyle F_{2}} den Abstand {\displaystyle 2a} hat (s. Bild, {\displaystyle a} ist die Halbachse der Hyperbel). Die Gerade {\displaystyle w} ist die Winkelhalbierende der Brennstrahlen. Um nachzuweisen, dass {\displaystyle w} die Tangente im Punkt {\displaystyle P} ist, zeigt man, dass jeder von {\displaystyle P} verschiedene Punkt {\displaystyle Q} von {\displaystyle w} nicht auf der Hyperbel liegen kann. Also kann {\displaystyle w} die Hyperbel nur im Punkt {\displaystyle P} schneiden und ist damit die Tangente in {\displaystyle P}. Aus der Zeichnung ist ersichtlich (Dreiecksungleichung), dass {\displaystyle |QF_{2}|<|LF_{2}|+|QL|=2a+|QF_{1}|} ist, d. h., es ist {\displaystyle |QF_{2}|-|QF_{1}|<2a}. Wenn {\displaystyle Q} ein Hyperbelpunkt wäre, müsste die Differenz gleich {\displaystyle 2a} sein.
Da eine Winkelhalbierende leicht zu zeichnen ist, bietet diese Eigenschaft eine einfache Möglichkeit die Tangente in einem Hyperbelpunkt zu konstruieren. Falls statt der zwei Brennpunkte die zwei Asymptoten bekannt sind, kann man die im Abschnitt Tangentenkonstruktion beschriebene Methode verwenden.

## Leitlinien-Eigenschaft

Hyperbel: Leitlinien-Eigenschaft

Mit dem Begriff Direktrix oder Leitlinie bezeichnet man die beiden Parallelen zur Nebenachse im Abstand {\displaystyle d={\tfrac {a^{2}}{e}}}. Für einen beliebigen Punkt {\displaystyle P} der Hyperbel ist das Verhältnis zwischen den Abständen zu einem Brennpunkt und zur zugehörigen Leitlinie gleich der numerischen Exzentrizität:
- {\displaystyle {\frac {|PF_{1}|}{|Pl_{1}|}}={\frac {|PF_{2}|}{|Pl_{2}|}}=\varepsilon ={\frac {e}{a}}}

Zum Beweis zeigt man, dass für {\displaystyle |PF_{1}|^{2}=(x-e)^{2}+y^{2},\ |Pl_{1}|^{2}=(x-{\tfrac {a^{2}}{e}})^{2}} und {\displaystyle y^{2}={\tfrac {b^{2}}{a^{2}}}x^{2}-b^{2}} die Gleichung
{\displaystyle |PF_{1}|^{2}-{\tfrac {e^{2}}{a^{2}}}|Pl_{1}|^{2}=0}
erfüllt ist.
Umgekehrt kann man einen Punkt (als Brennpunkt) und eine Gerade (als Leitlinie) sowie eine reelle Zahl {\displaystyle \varepsilon } mit {\displaystyle \varepsilon >1} vorgeben und eine Hyperbel definieren als
- Menge aller Punkte der Ebene, für die das Verhältnis der Abstände zu dem Punkt und zu der Geraden gleich {\displaystyle \varepsilon } ist.

Wählt man {\displaystyle \varepsilon =1}, so erhält man eine Parabel. Für {\displaystyle \varepsilon <1} ergibt sich eine Ellipse.
Zum Beweis geht man von {\displaystyle F_{1}=(f,0),\varepsilon >0} und der Vorgabe, dass {\displaystyle (0,0)} ein Kurvenpunkt ist, aus. Die Leitlinie {\displaystyle l_{1}} wird dann durch die Gleichung {\displaystyle x=-{\tfrac {f}{\varepsilon }}} beschrieben. Für {\displaystyle P=(x,y)} folgt aus {\displaystyle |PF_{1}|^{2}=\varepsilon ^{2}|Pl_{1}|^{2}}
{\displaystyle (x-f)^{2}+y^{2}=\varepsilon ^{2}(x+{\tfrac {f}{e}})^{2}=(\varepsilon x+f)^{2}} und hieraus {\displaystyle x^{2}(\varepsilon ^{2}-1)+2xf(1+\varepsilon )-y^{2}=0.}
Mit der Abkürzung {\displaystyle p=f(1+\varepsilon )} erhält man
{\displaystyle x^{2}(\varepsilon ^{2}-1)+2px-y^{2}=0.}
Dies ist die Scheitelgleichung einer Ellipse ({\displaystyle \varepsilon <1}), einer Parabel ({\displaystyle \varepsilon =1}) oder einer Hyperbel ({\displaystyle \varepsilon >1}). Siehe Abschnitt Formelsammlung.
Führt man im Fall {\displaystyle \varepsilon >1} neue Konstanten {\displaystyle a,b} so ein, dass
{\displaystyle \varepsilon ^{2}-1={\tfrac {b^{2}}{a^{2}}},\ p={\tfrac {b^{2}}{a}}} ist, so geht die Scheitelgleichung in
{\displaystyle {\frac {(x+a)^{2}}{a^{2}}}-{\frac {y^{2}}{b^{2}}}=1}
über. Dies ist die Gleichung einer Hyperbel mit Mittelpunkt {\displaystyle (-a,0)}, {\displaystyle x}-Achse als Hauptachse und Halbachsen {\displaystyle a,b}.

Konstruktion der Leitlinie

Konstruktion einer Leitlinie:
Wegen {\displaystyle e\cdot {\tfrac {a^{2}}{e}}=a^{2}} sind der Punkt {\displaystyle D_{1}} der Leitlinie (siehe Bild) und der Brennpunkt {\displaystyle F_{1}} bezüglich der Spiegelung am großen Scheitelkreis (im Bild grün) invers. Damit kann {\displaystyle D_{1}} wie im Bild gezeigt aus {\displaystyle F_{1}} mit Hilfe des großen Scheitelkreises konstruiert werden: Der Punkt {\displaystyle E_{1}} ist der Schnittpunkt des Scheitelkreises mit dem Thaleskreis (hier nicht gezeichnet) über {\displaystyle MF_{1}}. Man rechnet nach, dass {\displaystyle E_{1}} auch auf der Asymptote liegt. Damit gibt es die weitere Konstruktion von {\displaystyle E_{1}} als Lotfußpunkt des Lotes von {\displaystyle F_{1}} auf die Asymptote (siehe Bild). Die Leitlinie {\displaystyle d_{1}} ist schließlich das Lot von {\displaystyle E_{1}} auf die große Achse.

## Fadenkonstruktion einer Hyperbel

Hyperbel: Fadenkonstruktion

Die Definition einer Hyperbel mit Hilfe eines Leitkreises (s. o.) bietet eine einfache Möglichkeit, mit Hilfe eines Fadens und eines Lineals einen Hyperbelbogen zu zeichnen:
(0) Wahl der Brennpunkte {\displaystyle F_{1},F_{2}} und des Abstandes {\displaystyle 2a} der Scheitel; der Radius des Leitkreises ist auch {\displaystyle 2a}

(1) Das Lineal wird mit einem Ende im linken Brennpunkt drehbar befestigt und der Punkt {\displaystyle B} im Abstand {\displaystyle 2a} an der Kante markiert

(2) Faden (blau) der Länge {\displaystyle |AB|}

(3) Befestigung des einen Fadenendes im Punkt {\displaystyle A} des Lineals, das andere Ende im Brennpunkt {\displaystyle F_{1}}

(4) Mit einem Stift den Faden so spannen, dass er an der Linealkante {\displaystyle AB} anliegt

(5) Durch Drehen des Lineals um den Punkt {\displaystyle F_{2}} überstreicht der Stift einen Hyperbelbogen, denn es ist {\displaystyle |PF_{1}|=|PB|} (Leitkreiseigenschaft).

## Steiner-Erzeugung einer Hyperbel

Hyperbel: Steiner-Erzeugung

Die folgende Idee, einzelne Punkte einer Hyperbel zu konstruieren, beruht auf der Steiner-Erzeugung eines Kegelschnitts (nach dem Schweizer Mathematiker Jakob Steiner):
Hat man für zwei Geradenbüschel in zwei Punkten {\displaystyle S_{1},S_{2}} (alle Geraden durch den Punkt {\displaystyle S_{1}} bzw. {\displaystyle S_{2}}) eine projektive, aber nicht perspektive Abbildung {\displaystyle \pi } des einen Büschels auf das andere, so bilden die Schnittpunkte zugeordneter Geraden einen nichtausgearteten Kegelschnitt.
Für die Erzeugung einzelner Punkte der Hyperbel {\displaystyle {\tfrac {x^{2}}{a^{2}}}-{\tfrac {y^{2}}{b^{2}}}=1} gehen wir von den Geradenbüscheln in den Scheiteln {\displaystyle S_{1},S_{2}} aus. Seien nun {\displaystyle P=(x_{0},y_{0})} ein Punkt der Hyperbel und {\displaystyle A=(a,y_{0}),B=(x_{0},0)}. Wir unterteilen die Rechteckseite {\displaystyle {\overline {BP}}} in n gleiche Stücke und übertragen diese Unterteilung mittels einer Parallelprojektion in Richtung der Diagonalen {\displaystyle AB} auf die Strecke {\displaystyle {\overline {AP}}} (s. Bild). Die benutzte Parallelprojektion vermittelt die nötige projektive Abbildung der Büschel in {\displaystyle S_{1}} und {\displaystyle S_{2}}. Die Schnittpunkte der zugeordneten Geraden {\displaystyle S_{1}A_{i}} und {\displaystyle S_{2}B_{i}} liegen dann auf der durch die Vorgaben eindeutig bestimmten Hyperbel.
Bemerkung: Die Unterteilungen lassen sich jenseits der Punkte {\displaystyle A} bzw. {\displaystyle B} fortsetzen, um weitere Punkte zu konstruieren. Da aber dann schleifende Schnitte und eine sehr ungleiche Punkteverteilung auftreten, ist es besser, die Konstruktion der obigen Punkte symmetrisch auf die anderen Hyperbelteile zu übertragen (s. Animation).
Bemerkung:
1. Auch für Ellipsen und Parabeln gibt es die Steiner-Erzeugung. Im Parabelfall lässt sich die Behauptung leicht nachrechnen.
2. Die Steiner-Erzeugung wird auch Parallelogramm-Methode genannt, da man statt der Scheitel auch andere Hyperbelpunkte auf einem Hyperbeldurchmesser verwenden kann. Dann tritt ein Parallelogramm statt eines Rechtecks auf.

## Hyperbel als affines Bild der Einheitshyperbel

Hyperbel als affines Bild der Einheitshyperbel

Eine andere Definition der Hyperbel benutzt eine spezielle geometrische Abbildung, nämlich die Affinität. Hier ist die Hyperbel als affines Bild der Einheitshyperbel {\displaystyle x^{2}-y^{2}=1} definiert.
Parameterdarstellung
Eine affine Abbildung in der reellen Ebene hat die Form {\displaystyle {\vec {x}}\to {\vec {f}}_{0}+A{\vec {x}}}, wobei {\displaystyle A} eine reguläre Matrix (Determinante nicht 0) und {\displaystyle {\vec {f}}_{0}} ein beliebiger Vektor ist. Sind {\displaystyle {\vec {f}}_{1},{\vec {f}}_{2}} die Spaltenvektoren der Matrix {\displaystyle A}, so wird die Einheitshyperbel {\displaystyle (\pm \cosh t,\sinh t),t\in \mathbb {R} ,} auf die Hyperbel
{\displaystyle {\vec {x}}={\vec {p}}(t)={\vec {f}}_{0}\pm {\vec {f}}_{1}\cosh t+{\vec {f}}_{2}\sinh t}
abgebildet. {\displaystyle {\vec {f}}_{0}} ist der Mittelpunkt, {\displaystyle {\vec {f}}_{0}+{\vec {f}}_{1}} ein Punkt der Hyperbel und {\displaystyle {\vec {f}}_{2}} Tangentenvektor in diesem Punkt. {\displaystyle {\vec {f}}_{1},{\vec {f}}_{2}} stehen i. a. nicht senkrecht aufeinander. D. h. {\displaystyle {\vec {f}}_{0}\pm {\vec {f}}_{1}} sind i. A. nicht die Scheitel der Hyperbel. Aber {\displaystyle {\vec {f}}_{1}\pm {\vec {f}}_{2}} sind die Richtungsvektoren der Asymptoten. Diese Definition einer Hyperbel liefert eine einfache Parameterdarstellung einer beliebigen Hyperbel.
Scheitel, Scheitelform
Da in einem Scheitel die Tangente zum zugehörigen Hyperbeldurchmesser senkrecht steht und die Tangentenrichtung in einem Hyperbelpunkt
{\displaystyle {\vec {p}}'(t)={\vec {f}}_{1}\sinh t+{\vec {f}}_{2}\cosh t}
ist, ergibt sich der Parameter {\displaystyle t_{0}} eines Scheitels aus der Gleichung
{\displaystyle {\vec {p}}'(t)\cdot ({\vec {p}}(t)-{\vec {f}}_{0})=({\vec {f}}_{1}\sinh t+{\vec {f}}_{2}\cosh t)\cdot ({\vec {f}}_{1}\cosh t+{\vec {f}}_{2}\sinh t)=0}
und damit aus
{\displaystyle \coth(2t_{0})=-{\tfrac {{\vec {f}}_{1}^{\,2}+{\vec {f}}_{2}^{\,2}}{2{\vec {f}}_{1}\cdot {\vec {f}}_{2}}}}
zu
{\displaystyle t_{0}={\tfrac {1}{4}}\ln {\tfrac {({\vec {f}}_{1}-{\vec {f}}_{2})^{2}}{({\vec {f}}_{1}+{\vec {f}}_{2})^{2}}}.}
Es wurden die Formeln {\displaystyle \cosh ^{2}x+\sinh ^{2}x=\cosh 2x,\ 2\sinh x\cosh x=\sinh 2x,\ \operatorname {arcoth} x={\tfrac {1}{2}}\ln {\tfrac {x+1}{x-1}}} benutzt.
Falls {\displaystyle {\vec {f}}_{1}\cdot {\vec {f}}_{2}=0} ist, ist {\displaystyle t_{0}=0} und die Parameterdarstellung schon in Scheitelform.
Die zwei Scheitel der Hyperbel sind {\displaystyle {\vec {f}}_{0}\pm ({\vec {f}}_{1}\cosh t_{0}+{\vec {f}}_{2}\sinh t_{0}).}
Aus
{\displaystyle {\vec {x}}={\vec {p}}(t)={\vec {p}}(t-t_{0}+t_{0})={\vec {f}}_{0}\pm {\vec {f}}_{1}\cosh((t-t_{0})+t_{0})+{\vec {f}}_{2}\sinh((t-t_{0})+t_{0})}
und den Additionstheoremen für die Hyperbelfunktionen ergibt sich die Scheitelform der Parameterdarstellung der Hyperbel:
{\displaystyle {\vec {x}}={\vec {p}}(t)={\vec {f}}_{0}\pm ({\vec {f}}_{1}\cosh t_{0}+{\vec {f}}_{2}\sinh t_{0})\cosh(t-t_{0})+({\vec {f}}_{1}\sinh t_{0}+{\vec {f}}_{2}\cosh t_{0})\sinh(t-t_{0})}
Beispiele

Hyperbel als Graph der Funktion y=1/x (Beispiel 3)

Hyperbel: Transformation auf Scheitelform (Beispiel 5)

1. {\displaystyle {\vec {f}}_{0}={\begin{pmatrix}0\\0\end{pmatrix}},\ {\vec {f}}_{1}={\begin{pmatrix}a\\0\end{pmatrix}},\ {\vec {f}}_{2}={\begin{pmatrix}0\\b\end{pmatrix}}} liefert die übliche Parameterdarstellung der Hyperbel mit der Gleichung {\displaystyle {\tfrac {x^{2}}{a^{2}}}-{\tfrac {y^{2}}{b^{2}}}=1:\quad {\vec {x}}={\vec {p}}(t)={\begin{pmatrix}a\cosh t\\b\sinh t\end{pmatrix}}}
2. {\displaystyle {\vec {f}}_{0}={\begin{pmatrix}x_{0}\\y_{0}\end{pmatrix}},\ {\vec {f}}_{1}={\begin{pmatrix}a\cos \varphi \\a\sin \varphi \end{pmatrix}},\ {\vec {f}}_{2}={\begin{pmatrix}-b\sin \varphi \\b\cos \varphi \end{pmatrix}}} liefert die Parameterdarstellung der Hyperbel, die aus der Hyperbel {\displaystyle {\tfrac {x^{2}}{a^{2}}}-{\tfrac {y^{2}}{b^{2}}}=1} durch Drehung um den Winkel {\displaystyle \varphi } und anschließende Verschiebung um {\displaystyle {\vec {f}}_{0}} hervorgeht. Die Parameterdarstellung ist schon in Scheitelform. D. h., {\displaystyle {\vec {f}}_{0}\pm {\vec {f}}_{1}} sind die Scheitel der Hyperbel.
3. {\displaystyle {\vec {f}}_{0}={\begin{pmatrix}0\\0\end{pmatrix}},\ {\vec {f}}_{1}={\begin{pmatrix}1\\1\end{pmatrix}},\ {\vec {f}}_{2}={\begin{pmatrix}-1\\1\end{pmatrix}}} liefert die Hyperbel mit der Gleichung {\displaystyle y={\tfrac {1}{x}}.} Beim Nachweis von {\displaystyle xy=1} verwende man {\displaystyle \cosh ^{2}t-\sinh ^{2}t=1.}
4. Bildet man die Hyperbel {\displaystyle y={\tfrac {1}{x}}} mit affinen Abbildungen der Form {\displaystyle (x,y)\to (x+x_{0},ay+y_{0}),a\neq 0} ab, so erhält man die Schar {\displaystyle y={\tfrac {a}{x-x_{0}}}+y_{0}} aller Hyperbeln mit achsenparallelen Asymptoten. Der Mittelpunkt solch einer Hyperbel ist {\displaystyle (x_{0},y_{0}).} Die Besonderheit dieser Hyperbelschar ist, dass sie sich als Funktionsgraphen darstellen lassen.
5. Die Parameterdarstellung

{\displaystyle {\vec {x}}={\vec {p}}(t)=\pm {\begin{pmatrix}30\\0\end{pmatrix}}\cosh t+{\begin{pmatrix}-30\\3{\sqrt {5}}\end{pmatrix}}\sinh t} einer Hyperbel ist nicht in Scheitelform.
Der Scheitelparameter ergibt sich aus {\displaystyle t_{0}={\tfrac {1}{4}}\ln {\tfrac {({\vec {f}}_{1}-{\vec {f}}_{2})^{2}}{({\vec {f}}_{1}+{\vec {f}}_{2})^{2}}}} zu {\displaystyle t_{0}=\ln 3.}
Die Scheitelform der Parameterdarstellung ist:
{\displaystyle {\vec {x}}={\vec {p}}(t)=\pm {\begin{pmatrix}\ 10\\4{\sqrt {5}}\end{pmatrix}}\cosh(t-\ln 3)+{\begin{pmatrix}-10\\5{\sqrt {5}}\end{pmatrix}}\sinh(t-\ln 3)}
Die Scheitel sind {\displaystyle (10,4{\sqrt {5}}),(-10,-4{\sqrt {5}})} und
die Halbachsen {\displaystyle a=6{\sqrt {5}},\ b=15.}
implizite Darstellung
Löst man die Parameterdarstellung mit Hilfe der Cramerschen Regel nach {\displaystyle \;\cosh t,\;\sinh t\;} auf und verwendet {\displaystyle \;\cosh ^{2}t-\sinh ^{2}t-1=0\;}, erhält man die implizite Darstellung
{\displaystyle \det({\vec {x}}\!-\!{\vec {f}}\!_{0},{\vec {f}}\!_{2})^{2}-\det({\vec {f}}\!_{1},{\vec {x}}\!-\!{\vec {f}}\!_{0})^{2}-\det({\vec {f}}\!_{1},{\vec {f}}\!_{2})^{2}=0}.
Hyperbel im Raum
Sind die Vektoren {\displaystyle {\vec {f}}_{0},{\vec {f}}_{1},{\vec {f}}_{2}} aus dem {\displaystyle \mathbb {R} ^{3}}, so erhält man eine Parameterdarstellung einer Hyperbel im Raum.

## Hyperbel als affines Bild der Hyperbel y=1/x
Da die Einheitshyperbel {\displaystyle x^{2}-y^{2}=1} zur Hyperbel {\displaystyle y=1/x} äquivalent ist (s. o.), kann man eine beliebige Hyperbel auch als affines Bild der Hyperbel {\displaystyle y=1/x} auffassen:
{\displaystyle {\vec {x}}={\vec {p}}(t)={\vec {f}}_{0}+{\vec {f}}_{1}t+{\vec {f}}_{2}{\tfrac {1}{t}},\ t\neq 0}
{\displaystyle M={\vec {f}}_{0}} ist der Mittelpunkt der Hyperbel, {\displaystyle {\vec {f}}_{1},{\vec {f}}_{2}} zeigen in Richtung der Asymptoten und {\displaystyle {\vec {f}}_{0}+{\vec {f}}_{1}+{\vec {f}}_{2}} ist ein Punkt der Hyperbel.
Für den Tangentenvektor ergibt sich
{\displaystyle {\vec {p}}'(t)={\vec {f}}_{1}-{\vec {f}}_{2}{\tfrac {1}{t^{2}}}.}
In einem Scheitel steht die Tangente zum zugehörigen Hyperbeldurchmesser senkrecht, d. h., es ist
{\displaystyle {\vec {p}}'(t)\cdot ({\vec {p}}(t)-{\vec {f}}_{0})=({\vec {f}}_{1}-{\vec {f}}_{2}{\tfrac {1}{t^{2}}})\cdot ({\vec {f}}_{1}t+{\vec {f}}_{2}{\tfrac {1}{t}})={\vec {f}}_{1}^{2}t-{\vec {f}}_{2}^{2}{\tfrac {1}{t^{3}}}=0.}
Also ist der Scheitelparameter
{\displaystyle t_{0}=\pm {\sqrt[{4}]{\frac {{\vec {f}}_{2}^{2}}{{\vec {f}}_{1}^{2}}}}.}
Für {\displaystyle |{\vec {f}}_{1}|=|{\vec {f}}_{2}|} ist {\displaystyle t_{0}=\pm 1} und {\displaystyle {\vec {f}}_{0}\pm ({\vec {f}}_{1}+{\vec {f}}_{2})} sind die Scheitel der Hyperbel.

### Tangentenkonstruktion

Tangenten-Konstruktion: Asymptoten und P gegeben → Tangente

Der Tangentenvektor kann durch Ausklammern von {\displaystyle {\tfrac {1}{t}}} so geschrieben werden:
{\displaystyle {\vec {p}}'(t)={\tfrac {1}{t}}({\vec {f}}_{1}t-{\vec {f}}_{2}{\tfrac {1}{t}})}
D. h., in dem Parallelogramm {\displaystyle M={\vec {f}}_{0},A={\vec {f}}_{0}+{\vec {f}}_{1}t,B={\vec {f}}_{0}+{\vec {f}}_{2}{\tfrac {1}{t}},P={\vec {f}}_{0}+{\vec {f}}_{1}t+{\vec {f}}_{2}{\tfrac {1}{t}}} ist die Diagonale {\displaystyle AB} parallel zur Tangente im Hyperbelpunkt {\displaystyle P} (s. Bild). Diese Eigenschaft bietet eine einfache Möglichkeit, die Tangente in einem Hyperbelpunkt zu konstruieren.
Bemerkung: Diese Eigenschaft einer Hyperbel ist eine affine Version der 3-Punkte-Ausartung des Satzes von Pascal.

### Punktkonstruktion

Punkt-Konstruktion: Asymptoten und P_{1} gegeben → P_{2}

Eine weitere Eigenschaft einer Hyperbel erlaubt die Konstruktion von Hyperbelpunkten, falls die Asymptoten und ein Punkt der Hyperbel bekannt sind:
Für eine Hyperbel mit der Parameterdarstellung {\displaystyle {\vec {x}}={\vec {p}}(t)={\vec {f}}_{1}t+{\vec {f}}_{2}{\tfrac {1}{t}}} (der Mittelpunkt wurde der Einfachheit halber als Nullpunkt angenommen) gilt:
Sind {\displaystyle P_{1}={\vec {f}}_{1}t_{1}+{\vec {f}}_{2}{\tfrac {1}{t_{1}}},\ P_{2}={\vec {f}}_{1}t_{2}+{\vec {f}}_{2}{\tfrac {1}{t_{2}}}} zwei Hyperbelpunkte, so liegen die Punkte
{\displaystyle A={\vec {a}}={\vec {f}}_{1}t_{2}+{\vec {f}}_{2}{\tfrac {1}{t_{1}}},\ B={\vec {b}}={\vec {f}}_{1}t_{1}+{\vec {f}}_{2}{\tfrac {1}{t_{2}}}}
auf einer Geraden durch den Mittelpunkt (s. Bild). Der einfache Beweis ergibt sich aus {\displaystyle {\tfrac {1}{t_{2}}}{\vec {a}}={\tfrac {1}{t_{1}}}{\vec {b}}}.
Bemerkung: Diese Eigenschaft einer Hyperbel ist eine affine Version der 4-Punkte-Ausartung des Satzes von Pascal.

### Tangenten-Asymptoten-Dreieck

Hyperbel: Tangenten-Asymptoten-Dreieck

Für die folgenden Überlegungen, nehmen wir der Einfachheit halber an, dass der Mittelpunkt sich im Nullpunkt (0,0) befindet und dass die Vektoren {\displaystyle {\vec {f}}_{1},{\vec {f}}_{2}} die gleiche Länge haben. Falls Letzteres nicht der Fall sein sollte, wird die Parameterdarstellung zuerst in Scheitelform gebracht (s. o.). Dies hat zur Folge, dass {\displaystyle \pm ({\vec {f}}_{1}+{\vec {f}}_{2})} die Scheitel und {\displaystyle \pm ({\vec {f}}_{1}-{\vec {f}}_{2})} die Nebenscheitel sind. Also ist {\displaystyle |{\vec {f}}_{1}+{\vec {f}}_{2}|=a} und {\displaystyle |{\vec {f}}_{1}-{\vec {f}}_{2}|=b}.
Berechnet man die Schnittpunkte der Tangente in dem Hyperbelpunkt {\displaystyle {\vec {p}}(t_{0})={\vec {f}}_{1}t_{0}+{\vec {f}}_{2}{\tfrac {1}{t_{0}}}} mit den Asymptoten, so erhält man die beiden Punkte
{\displaystyle C=2t_{0}{\vec {f}}_{1},\ D={\tfrac {2}{t_{0}}}{\vec {f}}_{2}.}
Der Flächeninhalt des Dreiecks {\displaystyle M,C,D} lässt sich mit Hilfe einer 2×2-Determinante ausdrücken:
{\displaystyle F={\tfrac {1}{2}}|\det(2t_{0}{\vec {f}}_{1},{\tfrac {2}{t_{0}}}{\vec {f}}_{2})|=2|\det({\vec {f}}_{1},{\vec {f}}_{2})|}
S. Rechenregeln für Determinanten.
{\displaystyle |\det({\vec {f}}_{1},{\vec {f}}_{2})|} ist der Flächeninhalt der von {\displaystyle {\vec {f}}_{1},{\vec {f}}_{2}} aufgespannten Raute. Der Flächeninhalt einer Raute ist gleich der Hälfte des Diagonalenproduktes. Die Diagonalen dieser Raute sind die Halbachsen {\displaystyle a,b}. Also gilt:
Der Flächeninhalt des Dreiecks {\displaystyle M,C,D} ist unabhängig vom Hyperbelpunkt {\displaystyle F=ab.}

## Affine Selbstabbildungen der Hyperbel y=1/x
Nicht jede affine Abbildung der reellen affinen Ebene (s. vorigen Abschnitt) bildet die Hyperbel {\displaystyle y=1/x} auf eine andere Hyperbel ab. Die folgenden affinen Abbildungen lassen die Hyperbel {\displaystyle y=1/x} als Ganzes invariant:
- {\displaystyle (x,y)\mapsto (ax,\textstyle {\frac {y}{a}}),\ a\neq 0}
- {\displaystyle (x,y)\mapsto (\textstyle {\frac {y}{m}},mx),\ m\neq 0}

Spezialfälle:
1. Für {\displaystyle a=1} bleibt jeder Punkt der Ebene fest. Diese Abbildung heißt Identität.
2. Für {\displaystyle a\neq 1} wird jeder Punkt der Hyperbel bewegt, d. h., es gibt keinen Fixpunkt auf der Hyperbel.
3. Für {\displaystyle a=-1} ist die Abbildung die Punktspiegelung am Nullpunkt.
4. Für {\displaystyle m=1} ist die Abbildung die „normale“ Spiegelung an der Geraden {\displaystyle y=x}.
5. Für {\displaystyle m\neq 1} ist die Abbildung die Schrägspiegelung an der Gerade {\displaystyle y=mx} in Richtung der Geraden {\displaystyle y=-mx}. (Siehe Abschnitt Mittelpunkte paralleler Sehnen.)

## Mittelpunkte paralleler Sehnen
Für jede Hyperbel gilt:

Hyperbel: Die Mittelpunkte paralleler Sehnen liegen auf einer Geraden.

Hyperbel: Der Mittelpunkt einer Sehne halbiert auch die Sehne der Asymptoten.

- Die Mittelpunkte paralleler Sehnen (s. Bild) liegen auf einer Geraden durch den Mittelpunkt der Hyperbel.

D. h., zu jedem Punktepaar {\displaystyle P,Q} einer Sehne {\displaystyle s} gibt es eine Schrägspiegelung an einer Geraden durch den Mittelpunkt der Hyperbel, die die Punkte {\displaystyle P,Q} vertauscht und die Hyperbel auf sich abbildet. Dabei versteht man unter einer Schrägspiegelung eine Verallgemeinerung einer gewöhnlichen Spiegelung an einer Geraden {\displaystyle m}, bei der alle Strecken Punkt–Bildpunkt zwar zueinander parallel, aber nicht unbedingt senkrecht zur Spiegelachse {\displaystyle m} sind.
Den Nachweis dieser Eigenschaft führt man am einfachsten an der Hyperbel {\displaystyle y=1/x} durch. Da alle Hyperbeln affine Bilder der Einheitshyperbel und damit auch von der Hyperbel {\displaystyle y=1/x} sind und bei einer affinen Abbildung Mittelpunkte von Strecken in die Mittelpunkte der Bildstrecken übergehen, gilt die obige Eigenschaft für alle Hyperbeln.
Bemerkung:
Die Punkte der Sehne {\displaystyle s} dürfen auch auf verschiedenen Ästen der Hyperbel liegen.
Eine Folgerung dieser Symmetrie ist: Die Asymptoten der Hyperbel werden bei der Schrägspiegelung vertauscht und der Mittelpunkt {\displaystyle M} einer Hyperbelsehne {\displaystyle PQ} halbiert auch die zugehörige Strecke {\displaystyle {\overline {P}}\,{\overline {Q}}} zwischen den Asymptoten, d. h., es gilt {\displaystyle |P{\overline {P}}|=|Q{\overline {Q}}|}. Diese Eigenschaft kann man benutzen, um bei bekannten Asymptoten und einem Punkt {\displaystyle P} beliebig viele weitere Hyperbelpunkte {\displaystyle Q} zu konstruieren, indem man die jeweilige Strecke {\displaystyle P{\overline {P}}} zur Konstruktion von {\displaystyle Q} verwendet.
Entartet die Sehne {\displaystyle PQ} zu einer Tangente, so halbiert der Berührpunkt den Abschnitt zwischen den Asymptoten.

## Pol-Polare-Beziehung

Hyperbel: Pol-Polare-Beziehung

Eine Hyperbel lässt sich in einem geeigneten Koordinatensystem immer durch eine Gleichung der Form {\displaystyle {\tfrac {x^{2}}{a^{2}}}-{\tfrac {y^{2}}{b^{2}}}=1} beschreiben. Die Gleichung der Tangente in einem Hyperbelpunkt {\displaystyle P_{0}=(x_{0},y_{0})} ist
{\displaystyle {\tfrac {x_{0}x}{a^{2}}}-{\tfrac {y_{0}y}{b^{2}}}=1.}
Lässt man in dieser Gleichung zu, dass {\displaystyle P_{0}=(x_{0},y_{0})} ein beliebiger vom Nullpunkt verschiedener Punkt der Ebene ist, so wird dem Punkt {\displaystyle P_{0}=(x_{0},y_{0})\neq (0,0)} die Gerade {\displaystyle {\frac {x_{0}x}{a^{2}}}-{\frac {y_{0}y}{b^{2}}}=1} zugeordnet. Diese Gerade geht nicht durch den Mittelpunkt der Hyperbel.
Umgekehrt kann man
der Geraden {\displaystyle y=mx+d,\ d\neq 0} den Punkt {\displaystyle \left(-{\frac {ma^{2}}{d}},-{\frac {b^{2}}{d}}\right)} bzw.
der Geraden {\displaystyle x=c,\ c\neq 0} den Punkt {\displaystyle \left({\frac {a^{2}}{c}},0\right)}
zuordnen. Solch eine Zuordnung Punkt ↔ Gerade nennt man eine Polarität oder Pol-Polare-Beziehung. Der Pol ist der Punkt, die Polare ist die zugehörige Gerade.
Die Bedeutung dieser Pol-Polare-Beziehung besteht darin, dass die möglichen Schnittpunkte der Polare eines Punktes mit der Hyperbel die Berührpunkte der Tangenten durch den Pol an die Hyperbel sind.
- Liegt der Punkt (Pol) auf der Hyperbel, so ist seine Polare die Tangente in diesem Punkt (s. Bild: {\displaystyle P_{1},\ p_{1}}).
- Liegt der Pol außerhalb der Hyperbel, so sind die Schnittpunkte der Polare mit der Hyperbel die Berührpunkte der Tangenten durch den Pol an die Hyperbel (s. Bild: {\displaystyle P_{2},\ p_{2},\ P_{3},\ p_{3}}).
- Liegt der Punkt innerhalb der Hyperbel, so hat seine Polare keinen Schnittpunkt mit der Hyperbel (s. Bild: {\displaystyle P_{4},\ p_{4}}).

Zum Beweis: Die Bestimmung der Schnittpunkte der Polare eines Punktes {\displaystyle (x_{0},y_{0})} mit der Hyperbel {\displaystyle {\tfrac {x^{2}}{a^{2}}}-{\tfrac {y^{2}}{b^{2}}}=1} und die Suche nach Hyperbelpunkten, deren Tangenten den Punkt {\displaystyle (x_{0},y_{0})} enthalten, führen auf dasselbe Gleichungssystem.
Bemerkungen:
1. Der Schnittpunkt zweier Polaren (z. B. im Bild: {\displaystyle p_{2},p_{3}}) ist der Pol der Verbindungsgeraden der zugehörigen Pole (hier: {\displaystyle P_{2},P_{3}}).
2. Der Brennpunkt {\displaystyle (e,0)} bzw. {\displaystyle (-e,0)} und die Leitlinie {\displaystyle x={\tfrac {a^{2}}{e}}} bzw. {\displaystyle x=-{\tfrac {a^{2}}{e}}} sind zueinander polar.
3. Geraden durch den Mittelpunkt der Hyperbel haben keine Pole. Man sagt: „Ihre Pole liegen auf der Ferngeraden.“
4. Der Mittelpunkt der Hyperbel hat keine Polare, „sie ist die Ferngerade“.
5. Pol-Polare-Beziehungen gibt es auch für Ellipsen und Parabeln. Siehe auch projektiver Kegelschnitt.

## Orthogonale Tangenten

Hyperbel mit orthoptischer Kurve (lila)

Für eine Hyperbel {\displaystyle {\frac {x^{2}}{a^{2}}}-{\frac {y^{2}}{b^{2}}}=1,\,a>b} liegen die Schnittpunkte orthogonaler Tangenten auf dem Kreis {\displaystyle x^{2}+y^{2}=a^{2}-b^{2}}. (Im Fall {\displaystyle a\leq b} gibt es keine orthogonalen Tangenten.)
Diesen Kreis nennt man die orthoptische Kurve der gegebenen Hyperbel.

## Hyperbeln der Form y=a/(x−b)+c

### Peripheriewinkelsatz für Hyperbeln
Hyperbeln der Form {\displaystyle y={\frac {a}{x-b}}+c} sind Funktionsgraphen, die durch die drei Parameter {\displaystyle a,b,c} eindeutig bestimmt sind. Man benötigt also drei Punkte, um diese Parameter zu ermitteln. Eine schnelle Methode beruht auf dem Peripheriewinkelsatz für Hyperbeln.

Hyperbel: Peripheriewinkelsatz

Um einen Winkel zwischen zwei Sehnen zu messen, führen wir für zwei Geraden, die weder zur {\displaystyle x}- noch zur {\displaystyle y}-Achse parallel sind, ein Winkelmaß ein:
Für zwei Geraden {\displaystyle y=m_{1}x+d_{1},\ y=m_{2}x+d_{2}\ ,m_{1},m_{2}\neq 0} messen wir den zugehörigen Winkel mit der Zahl {\displaystyle {\frac {m_{1}}{m_{2}}}}.
Zwei Geraden sind parallel, wenn {\displaystyle m_{1}=m_{2}} und damit das Winkelmaß gleich 1 ist.
Analog zum Peripheriewinkelsatz für Kreise gilt hier der
Peripheriewinkelsatz (für Hyperbeln):
Für vier Punkte {\displaystyle P_{i}=(x_{i},y_{i}),\ i=1,2,3,4,\ x_{i}\neq x_{k},y_{i}\neq y_{k},i\neq k} (s. Bild) gilt:
Die vier Punkte liegen nur dann auf einer Hyperbel der Form {\displaystyle y={\tfrac {a}{x-b}}+c}, wenn die Winkel bei {\displaystyle P_{3}} und {\displaystyle P_{4}} im obigen Winkelmaß gleich sind, d. h., wenn:
{\displaystyle {\frac {(y_{4}-y_{1})}{(x_{4}-x_{1})}}{\frac {(x_{4}-x_{2})}{(y_{4}-y_{2})}}={\frac {(y_{3}-y_{1})}{(x_{3}-x_{1})}}{\frac {(x_{3}-x_{2})}{(y_{3}-y_{2})}}}
(Beweis durch Nachrechnen. Dabei kann man für die eine Richtung voraussetzen, dass die Punkte auf einer Hyperbel y=a/x liegen.)

### 3-Punkte-Form einer Hyperbel
Analog zur 2-Punkte-Form einer Geraden (Steigungswinkel werden mit der Steigung gemessen) folgt aus dem Peripheriewinkelsatz für Hyperbeln die
3-Punkte-Form (für Hyperbeln):
Die Gleichung der Hyperbel durch drei Punkte {\displaystyle P_{i}=(x_{i},y_{i}),\ i=1,2,3,\ x_{i}\neq x_{k},y_{i}\neq y_{k},i\neq k} ergibt sich durch Auflösen der Gleichung
{\displaystyle {\frac {({\color {red}y}-y_{1})}{({\color {green}x}-x_{1})}}{\frac {({\color {green}x}-x_{2})}{({\color {red}y}-y_{2})}}={\frac {(y_{3}-y_{1})}{(x_{3}-x_{1})}}{\frac {(x_{3}-x_{2})}{(y_{3}-y_{2})}}}
nach y.

## Formelsammlung

### Hyperbelgleichung
Eine Hyperbel mit Mittelpunkt (0|0) und {\displaystyle x}-Achse als Hauptachse erfüllt die Gleichung
{\displaystyle {\frac {x^{2}}{a^{2}}}-{\frac {y^{2}}{b^{2}}}=1.}
Die Asymptoten der zugehörigen Hyperbel sind die Geraden:
{\displaystyle y=\pm {\frac {b}{a}}x.}
Brennpunkte sind:
{\displaystyle (\pm ~{\sqrt {a^{2}+b^{2}}},0)}
Eine Hyperbel mit Mittelpunkt {\displaystyle (x_{0}|y_{0})} und der Geraden {\displaystyle y=y_{0}} als Hauptachse erfüllt die Gleichung
{\displaystyle {\frac {(x-x_{0})^{2}}{a^{2}}}-{\frac {(y-y_{0})^{2}}{b^{2}}}=1.}
Eine beliebige Hyperbel, deren Asymptoten die Geraden mit den Gleichungen {\displaystyle a_{1}x+b_{1}y=c_{1},\ a_{2}x+b_{2}y=c_{2}} sind, besitzt eine Gleichung der Form
{\displaystyle (a_{1}x+b_{1}y-c_{1})(a_{2}x+b_{2}y-c_{2})=c,\ c\neq 0.}
Z. B.: Sind die Asymptoten die Koordinatenachsen {\displaystyle x=0,\ y=0}, ergeben sich alle Hyperbeln mit einer Gleichung {\displaystyle y=c/x}.

### Scheitelgleichung

Kegelschnitt-Schar

Die Schar der Hyperbeln, deren Achse die {\displaystyle x}-Achse, ein Scheitel der Punkt (0,0) und der Mittelpunkt (–a,0) ist, lässt sich durch die Gleichung
{\displaystyle y^{2}=2px+(\varepsilon ^{2}-1)x^{2},\qquad p={\tfrac {b^{2}}{a}},\ \varepsilon ={\tfrac {e}{a}},\ e^{2}=a^{2}+b^{2}}
beschreiben.
Für Hyperbeln gilt {\displaystyle 1<\varepsilon }. Setzt man in dieser Gleichung
{\displaystyle \varepsilon =0}, so erhält man einen Kreis,
für {\displaystyle 0<\varepsilon <1} eine Ellipse,
für {\displaystyle \varepsilon =1} eine Parabel.
Die Kegelschnitte haben bei gleichem Halbparameter {\displaystyle p} alle denselben Krümmungskreisradius im Scheitel S: {\displaystyle \rho _{S}=p.}

### Parameterdarstellungen
für die Hyperbel mit der Gleichung {\displaystyle {\frac {x^{2}}{a^{2}}}-{\frac {y^{2}}{b^{2}}}=1}:
1: {\displaystyle \left\{{\begin{matrix}x\,=\,\pm a\cosh t\\y\,=\,b\sinh t\end{matrix}}\right.\quad ,\ t\in \mathbb {R} .}
2: {\displaystyle \left\{{\begin{matrix}x\,=\,{\frac {a}{\cos t}}\\y\,=\,\pm b\tan t\end{matrix}}\right.\ ,\ 0\leq t<2\pi ;\;t\neq {\frac {\pi }{2}};\;t\neq {\frac {3}{2}}\pi }
3: {\displaystyle \left\{{\begin{matrix}x\,=\,\pm a\,{\tfrac {t^{2}+1}{2t}}\\y\,=\,b\,{\tfrac {t^{2}-1}{2t}}\end{matrix}}\right.\quad ,\ t>0} (Darstellung mit rationalen Funktionen).
4: Tangentensteigung als Parameter:
Eine Parameterdarstellung, die die Tangentensteigung {\displaystyle m} in dem jeweiligen Hyperbelpunkt verwendet, erhält man analog zum Fall der Ellipse, indem man dort {\displaystyle b^{2}} durch {\displaystyle -b^{2}} ersetzt und Formeln für die hyperbolischen Funktionen verwendet:
{\displaystyle {\vec {c}}_{\pm }(m)=\left(-{\frac {ma^{2}}{\pm {\sqrt {m^{2}a^{2}-b^{2}}}}}\;,\;{\frac {-b^{2}}{\pm {\sqrt {m^{2}a^{2}-b^{2}}}}}\right)\ ,\ |m|>b/a\ .}
Hierbei ist {\displaystyle {\vec {c}}_{-}} die obere und {\displaystyle {\vec {c}}_{+}} die untere Hälfte der Hyperbel. Die Punkte mit senkrechten Tangenten (Scheitel {\displaystyle (\pm a,0)}) werden durch diese Parameterdarstellung nicht erfasst.
Die Gleichung der Tangente im Punkt {\displaystyle {\vec {c}}_{\pm }(m)} ist
{\displaystyle y=mx\pm {\sqrt {m^{2}a^{2}-b^{2}}}.}
Diese Gleichung ist ein wesentliches Hilfsmittel bei der Bestimmung der orthoptischen Kurve einer Hyperbel.

### In Polarkoordinaten
Man beachte

Hyperbel: Polardarstellung, Pol = Mittelpunkt

Hyperbel: Polardarstellung, Pol = Brennpunkt

1. im ersten Fall (Pol ist der Mittelpunkt der Hyperbel), dass der Radikand negativ werden kann. Für solche Winkel ergeben sich keine Hyperbelpunkte.
2. Im zweiten Fall (Pol ist ein Brennpunkt der Hyperbel) liegen auf jedem Strahl, für den der Nenner nicht 0 ist, zwei Hyperbelpunkte (wegen {\displaystyle \mp }). Für {\displaystyle \varphi =0} ergeben sich die beiden Scheitel.

Winkel zur Hauptachse, Pol im Mittelpunkt (0,0):
{\displaystyle r={\frac {b}{\sqrt {\varepsilon ^{2}\cos ^{2}\varphi -1}}},\quad \varepsilon ={\tfrac {e}{a}},\ e^{2}=a^{2}+b^{2}}
Winkel zur Hauptachse, Pol in einem Brennpunkt (s. Kegelschnitt):
{\displaystyle r={\frac {p}{1\mp \varepsilon \cos \varphi }},\quad p={\tfrac {b^{2}}{a}}}

### Tangentengleichung
Mittelpunkt (0|0), Hauptachse als {\displaystyle x}-Achse, Berührpunkt {\displaystyle (x_{B}|y_{B})}
{\displaystyle {\frac {x_{B}x}{a^{2}}}-{\frac {y_{B}y}{b^{2}}}=1}
Mittelpunkt {\displaystyle (x_{0}|y_{0})}, Hauptachse parallel zur {\displaystyle x}-Achse, Berührpunkt {\displaystyle (x_{B}|y_{B})}
{\displaystyle {\frac {(x_{B}-x_{0})(x-x_{0})}{a^{2}}}-{\frac {(y_{B}-y_{0})(y-y_{0})}{b^{2}}}=1}

### Krümmungskreisradius
Der Krümmungskreisradius der Hyperbel {\displaystyle {\tfrac {x^{2}}{a^{2}}}-{\tfrac {y^{2}}{b^{2}}}=1} in den beiden Scheiteln {\displaystyle (\pm a,0)} ist
{\displaystyle \rho ={\frac {b^{2}}{a}}} (wie bei einer Ellipse in den Hauptscheiteln).

## Hyperbel als Trisektrix
Bereits Pappos von Alexandria nutzte im 4. Jahrhundert für seine Lösung des Problems Dreiteilung eines Winkels diese Eigenschaft der Hyperbel als zusätzliches Hilfsmittel. Erwiesenermaßen gibt es bei Beschränkung auf die „euklidischen Werkzeuge“ Zirkel und Lineal keine Lösung.
Die im Folgenden beschriebene Methode ist weitgehend dem Aufsatz Zur Trisektion des Winkels von K. Matter (1902) entnommen. In der darin gezeigten Konstruktion liegt der Winkelscheitel {\displaystyle O,} im Gegensatz zu der nach Pappos, nicht auf der Ordinate der Hyperbel. Nimmt man für unterschiedliche Winkelweiten stets die gleiche Sehnenlänge {\displaystyle s,} so können mit nur einer konstruierten Hyperbel die Winkelweiten ab ca. {\displaystyle 20^{\circ }} bis {\displaystyle 180^{\circ },} bei genügenden Platzverhältnissen bereits ab nahe {\displaystyle 0^{\circ },} gedrittelt werden. Die Bezeichnungen der Hyperbel wurden dem derzeit üblichen Stand angepasst.

Skizze zur Vorüberlegung

Als Vorüberlegung stellt man sich z. B. einen Winkel {\displaystyle {BOA}=\alpha } als Teil eines Kreissektors vor, in dem der Punkt {\displaystyle C} den Kreisbogen {\displaystyle OBA} im Verhältnis {\displaystyle 2:1} teilt. Ein darin eingezeichnetes Dreieck {\displaystyle ABC} mit der Sehne {\displaystyle {\overline {AB}}=s,} erhält somit gemäß Kreiswinkelsatz am Scheitel {\displaystyle A} den Winkel {\displaystyle \varphi } und am Scheitel {\displaystyle B} den Winkel {\displaystyle 2\varphi .} Ist der Scheitel {\displaystyle A} der Koordinatenursprung des kartesischen Koordinatensystems, gilt für den Punkt {\displaystyle C} die {\displaystyle y}-Koordinate (Strecke {\displaystyle {\overline {CD}}})
(1) {\displaystyle y=x\cdot \tan(\varphi )=(s-x)\cdot \tan(2\varphi ),}
Elimination des {\displaystyle \tan(\varphi ):}
Terme der Gleichung (1) umformen
(2) {\displaystyle \tan(\varphi )={\frac {y}{x}},}
(3) {\displaystyle \tan(2\varphi )={\frac {y}{s-x}}} ist eine Doppelwinkelfunktion, deshalb gilt auch
(4) {\displaystyle \tan(2\varphi )={\frac {2\tan(\varphi )}{1-\tan ^{2}(\varphi )}},}
(2) einsetzen in (4)
(5) {\displaystyle \tan(2\varphi )={\frac {2{\frac {y}{x}}}{1-{\frac {y^{2}}{x^{2}}}}}=2{\frac {y}{x}}\cdot {\frac {x^{2}}{x^{2}-y^{2}}}={\frac {2yx}{x^{2}-y^{2}}},}
(5) und (3) gleichsetzen, quasi {\displaystyle \tan(2\varphi )} eliminieren
(6) {\displaystyle \tan(2\varphi )={\frac {2yx}{x^{2}-y^{2}}}={\frac {y}{s-x}}\Rightarrow \;\;{\frac {2x}{x^{2}-y^{2}}}={\frac {1}{s-x}}\Rightarrow \;\;2x\left(s-x\right)=x^{2}-y^{2},}
somit gilt für {\displaystyle y^{2}}
(7) {\displaystyle y^{2}=x^{2}-2sx+2x^{2},}
schließlich bekommt man die Hyperbelgleichung
{\displaystyle y^{2}=3x^{2}-2sx.}
Daraus ergeben sich konstruktionsrelevante Merkmale, die auch ohne Verwendung des kartesischen Koordinatensystems gelten, d. h. eine bestimmte Richtung oder Position der Sehne {\displaystyle s} ist nicht erforderlich:
der Mittelpunkt liegt auf der Sehne {\displaystyle s,}
die Halbachse {\displaystyle a={\frac {s}{3}},}
die Exzentrizität {\displaystyle e=2\cdot {\frac {s}{3}},}
der linke Hyperbelast verläuft durch den Scheitel {\displaystyle A} (im Weiteren mit Scheitel {\displaystyle S_{2}} bezeichnet).

Animation der Dreiteilung des Winkels mithilfe der Hyperbel

Die eigentliche Konstruktion beginnt mit dem Positionieren des Winkelscheitels {\displaystyle O} und dem Einzeichnen der beiden Winkelschenkel, die eine beliebige Winkelweite des Winkels {\displaystyle \alpha } einschließen. Anschließend wird ein Kreisbogen um {\displaystyle O} mit frei wählbarem Radius gezogen; dabei ergeben sich an den Winkelschenkeln der erste Brennpunkt {\displaystyle F_{1}} und der zweite Scheitel {\displaystyle S_{2}} der späteren Hyperbel. Es folgt eine Gerade durch die Punkte {\displaystyle F_{1}} und {\displaystyle S_{2}.} Die Strecke {\displaystyle {\overline {F_{1}S_{2}}}} ist quasi die Sehne {\displaystyle s.} Nach dem Dritteln der Sehne {\displaystyle s} in {\displaystyle S_{1}} und {\displaystyle M,} wird die Strecke {\displaystyle {\overline {MS_{2}}}} ab {\displaystyle S_{2}} auf die Gerade abgetragen, daraus ergeben sich für die gesuchte Hyperbel der zweite Brennpunkt {\displaystyle F_{2}} sowie die
Halbachse {\displaystyle a={\frac {s}{3}}={\overline {S_{1}M}}} und die
Exzentrizität {\displaystyle e=2\cdot {\frac {s}{3}}={\overline {F_{1}M}}.}
Nun wird die Hyperbel mithilfe der Brennpunkte {\displaystyle F_{1},} {\displaystyle F_{2},} des Scheitelpunktes {\displaystyle S_{1}} sowie z. B. mittels einer Dynamische-Geometrie-Software (DGS) oder einem mechanischen Hyperbelzirkel eingezeichnet.
Der rechte Hyperbelast schneidet in {\displaystyle C} den Kreisbogen {\displaystyle OF_{1}C} und liefert den {\displaystyle \angle {F_{1}OC}={\frac {\alpha }{3}}.} Abschließend bedarf es nur noch einer Halbgeraden ab {\displaystyle O} durch {\displaystyle C.}

## Hyperbeln als ebene Schnitte von Quadriken
Folgende Flächen zweiter Ordnung (Quadriken) besitzen Hyperbeln als ebene Schnitte:
- Elliptischer Kegel[10] (siehe auch Kegelschnitt)
- Hyperbolischer Zylinder
- Hyperbolisches Paraboloid
- Einschaliges Hyperboloid[11]
- Zweischaliges Hyperboloid[12]

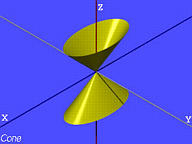
Elliptischer Kegel
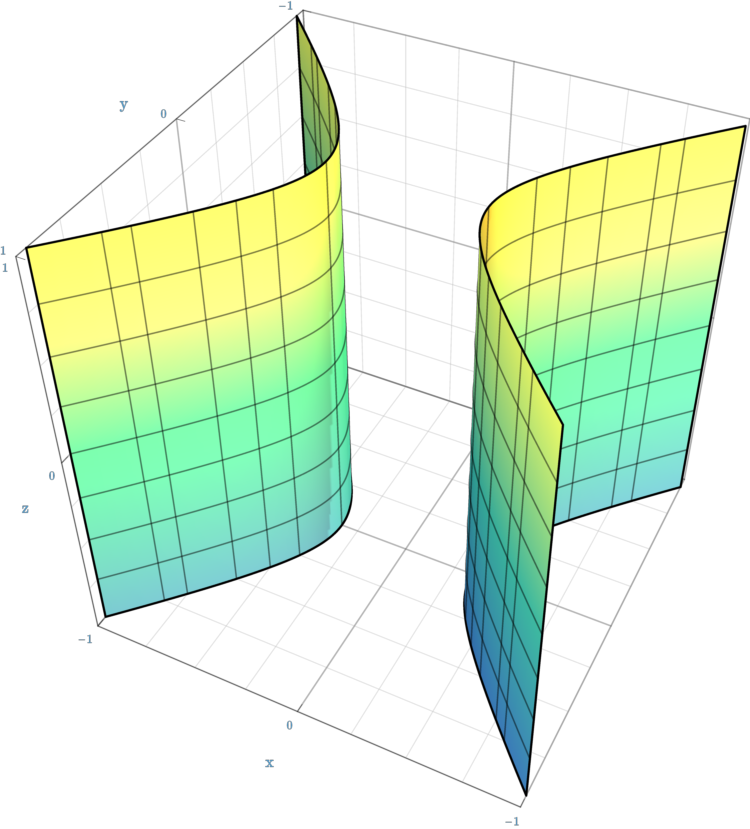
Hyperbolischer Zylinder
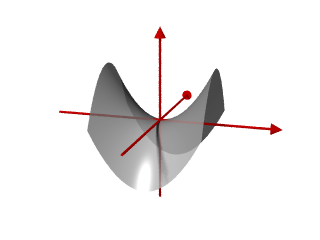
Hyperbolisches Paraboloid
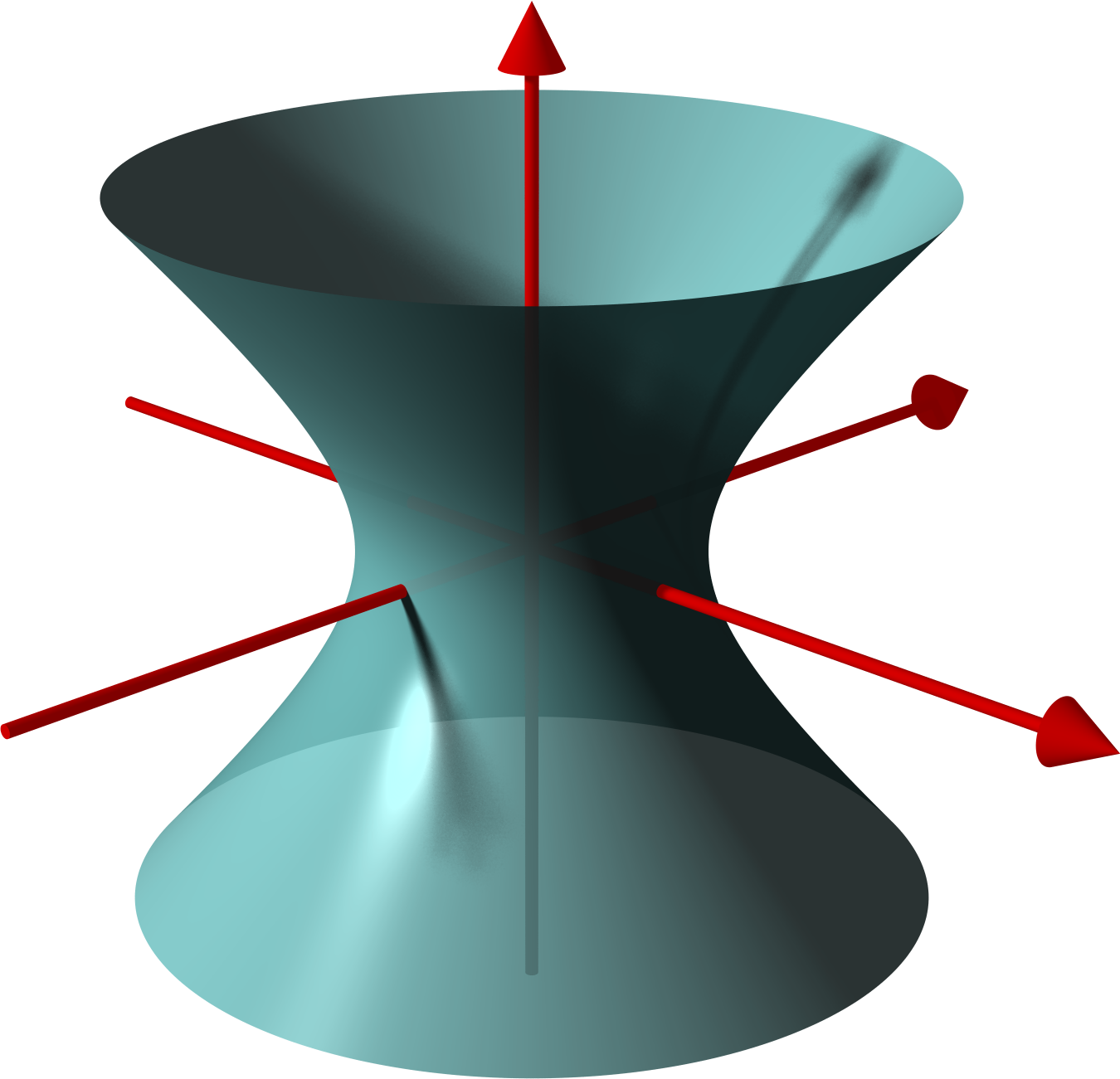
Einschaliges Hyperboloid
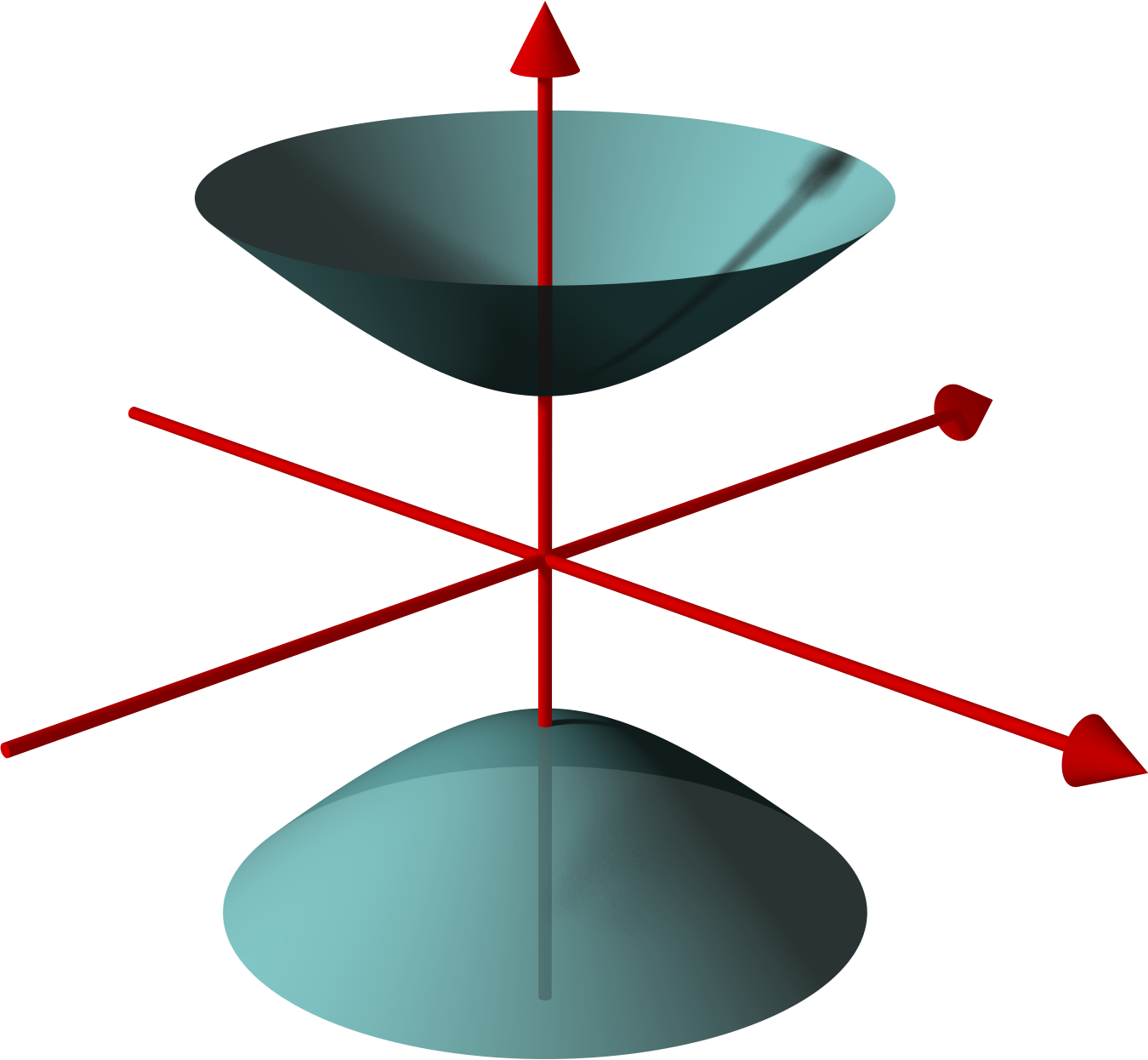
Zweischaliges Hyperboloid

## Hyperbel y=1/x über einem beliebigen Zahlkörper
Betrachtet man in einer affinen Ebene über einem beliebigen (kommutativen) Körper {\displaystyle K} die Punktmenge, die der Hyperbelgleichung {\displaystyle y=1/x} genügt, so bleiben viele Eigenschaften des reellen Falls, die mit „schneiden“, „verbinden“ und „parallel“ formuliert werden und deren Beweise nur Multiplikation/Division und Addition/Subtraktion verwenden, erhalten. Z. B.:
- Eine Gerade schneidet die Hyperbel {\displaystyle y={\tfrac {1}{x}}} in höchstens zwei Punkten.
- Durch jeden Hyperbelpunkt {\displaystyle (x_{0},{\tfrac {1}{x_{0}}})} gibt es außer den achsenparallelen Geraden {\displaystyle x=x_{0},\ y=1/x_{0}} genau eine Gerade, die mit der Hyperbel nur den Punkt {\displaystyle (x_{0},{\tfrac {1}{x_{0}}})} gemeinsam hat, die Tangente: {\displaystyle y=-{\tfrac {1}{x_{0}^{2}}}x+{\tfrac {2}{x_{0}}}}. Eine Gerade ohne Schnittpunkt heißt Passante, eine mit zwei Schnittpunkten Sekante.

Unterschiede zum reellen Fall:
1. Für {\displaystyle K=\mathbb {Q} } (rationale Zahlen) ist die Gerade {\displaystyle y={\tfrac {1}{2}}x} eine Passante, denn die Gleichung {\displaystyle x^{2}=2} hat in {\displaystyle \mathbb {Q} } keine Lösung.
2. Für {\displaystyle K=\mathbb {C} } (komplexe Zahlen) gibt es keine Passanten. Z. B.: {\displaystyle y=-x} schneidet die Hyperbel in den Punkten {\displaystyle (i,-i),(-i,i)}.
3. Hat der Körper die Charakteristik 2 (d. h., es gilt 1 + 1 = 0), so gibt es unter den Geraden {\displaystyle y=mx,\ m\neq 0} keine Sekanten, da jede Gleichung {\displaystyle x^{2}={\tfrac {1}{m}}} im Fall Charakteristik 2 höchstens eine Lösung hat (es gibt kein „{\displaystyle \pm }“). Die Tangente im Hyperbelpunkt {\displaystyle (x_{0},{\tfrac {1}{x_{0}}})} hat (bei Charakteristik 2) die Gleichung {\displaystyle y={\tfrac {1}{x_{0}^{2}}}x}. D. h., alle Tangenten gehen durch den Nullpunkt (0,0).

## Vorkommen

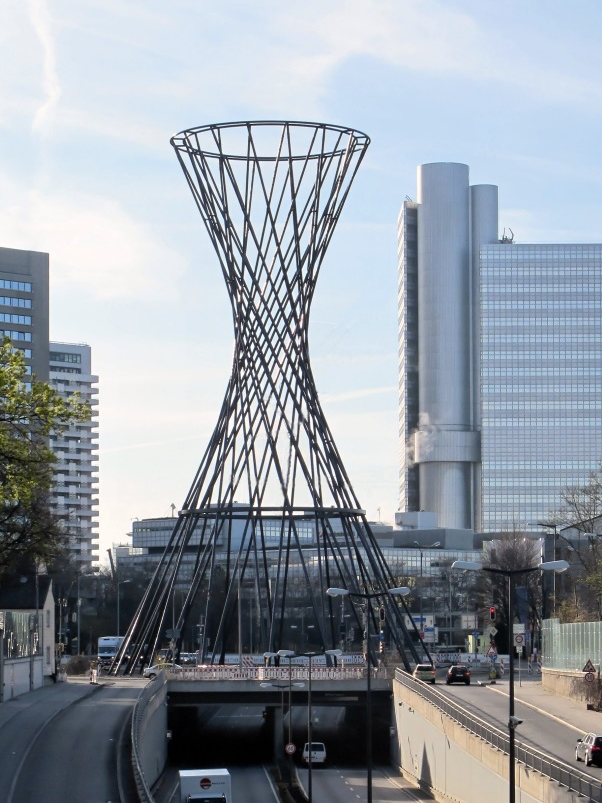
Plastik Mae West in Form eines einschaligen Hyperboloids auf dem Effnerplatz in München
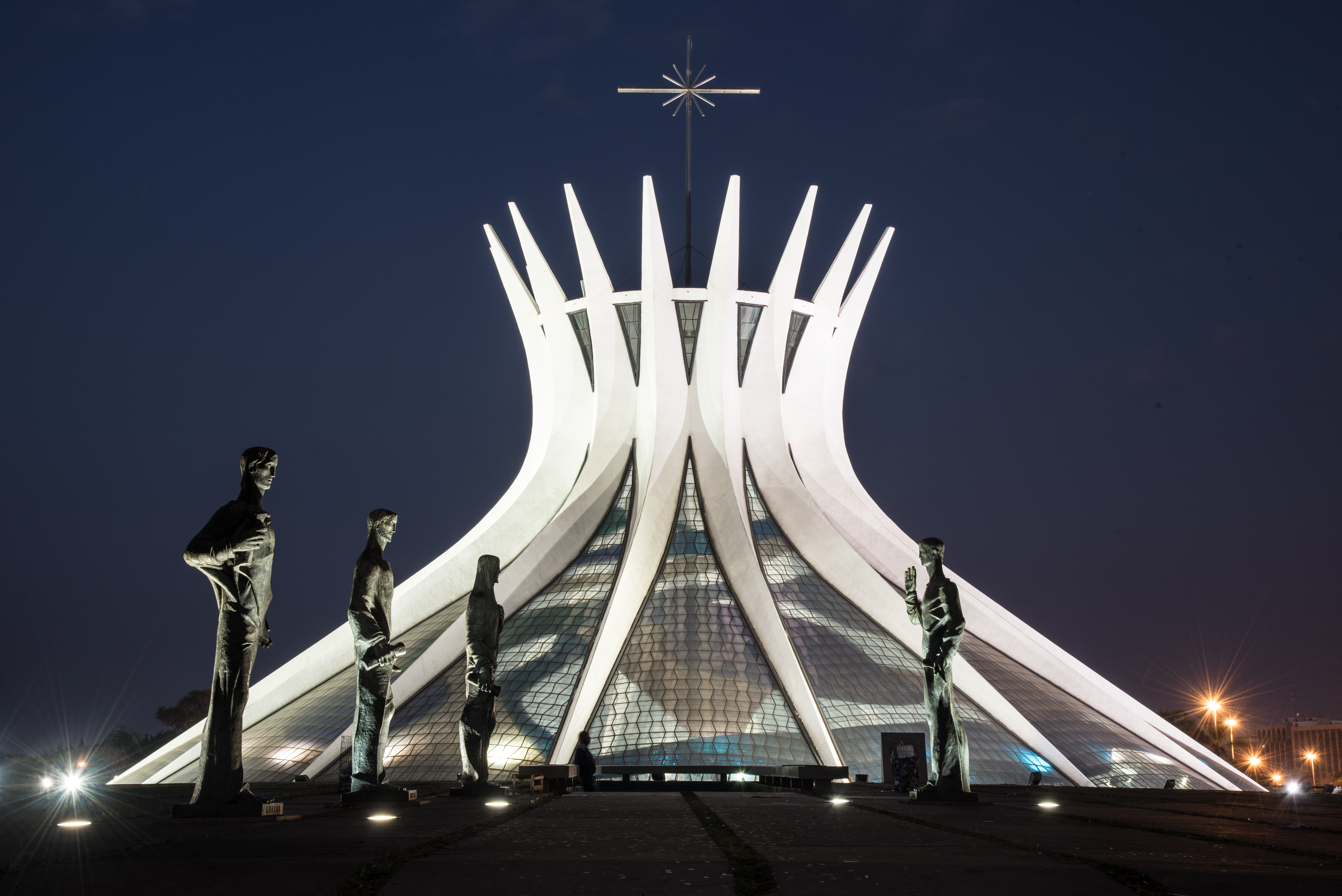
Architektur: Kathedrale von Brasilia
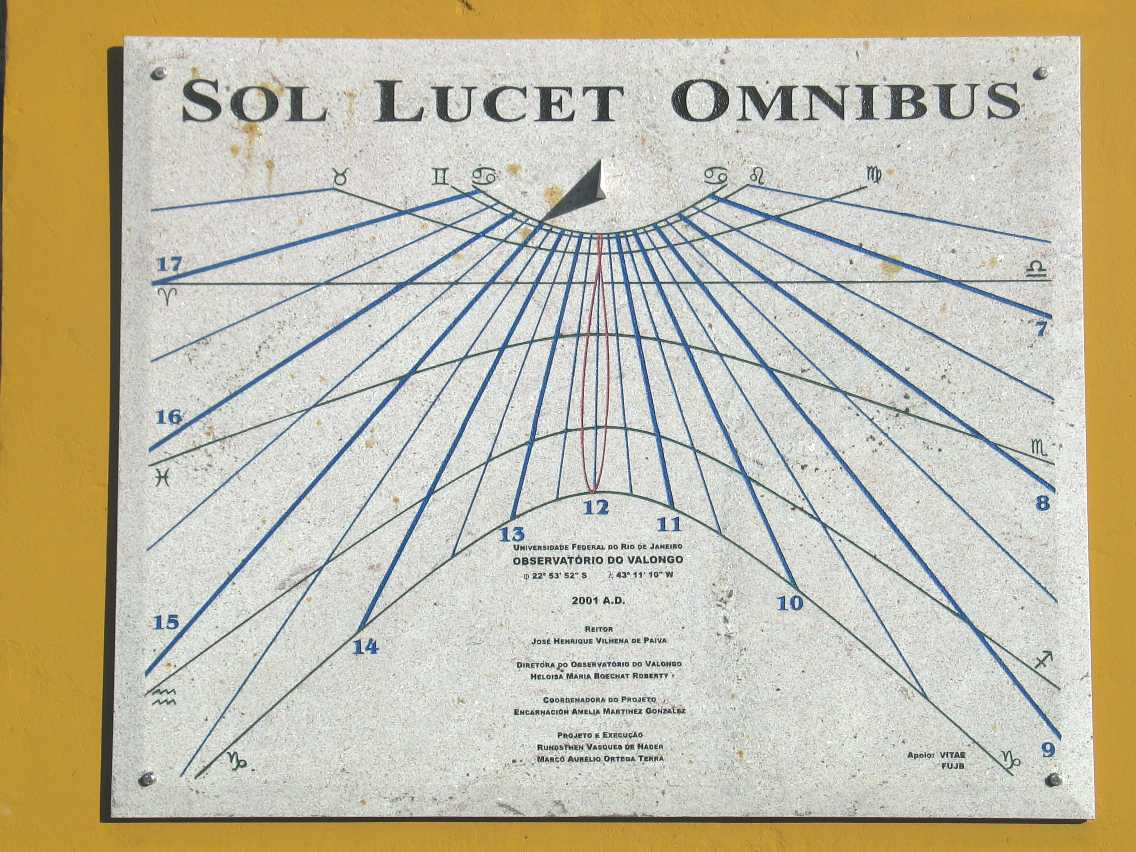
Sonnenuhr: Weg der Schattenspitze im Tagesverlauf
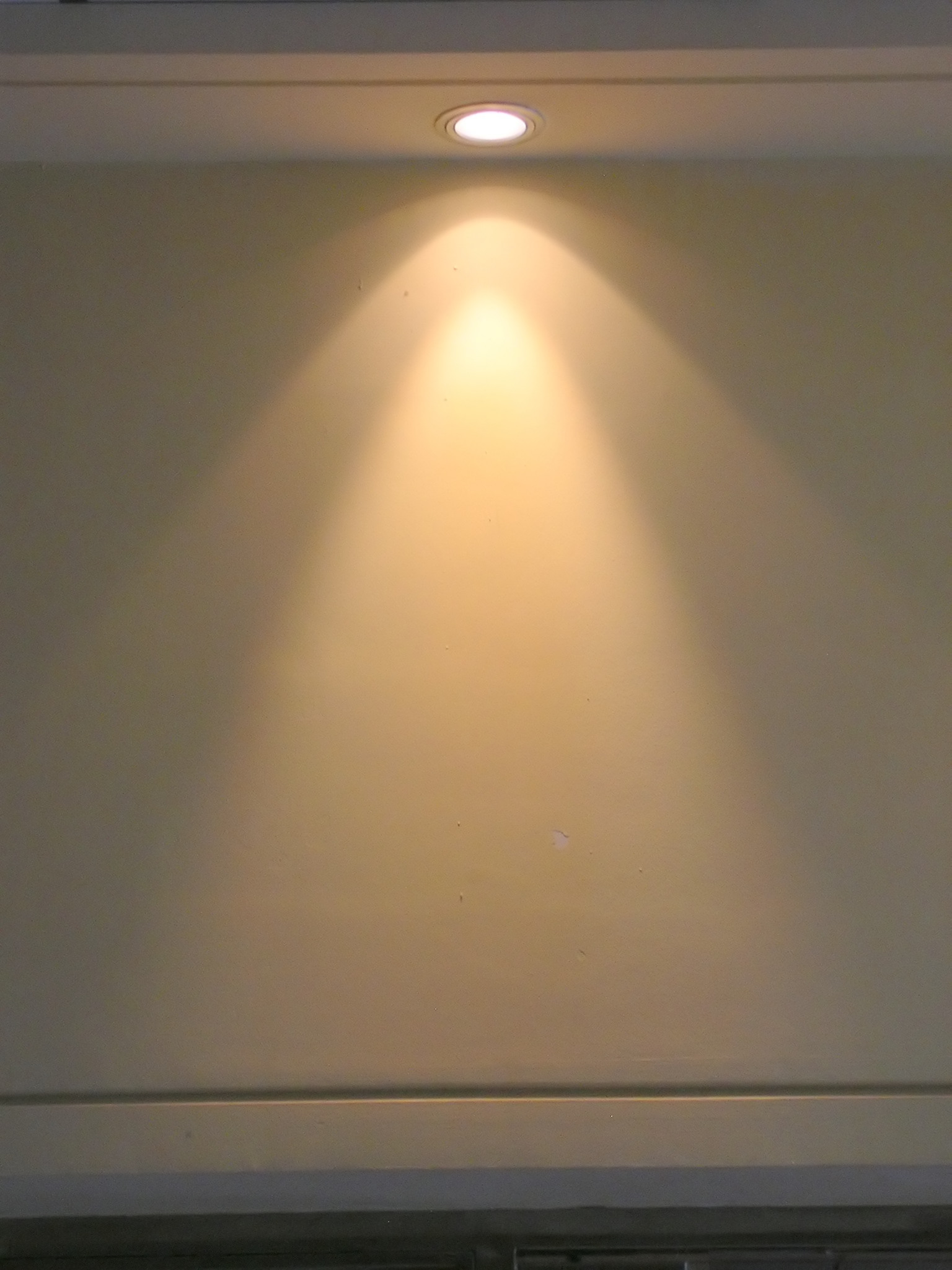
Lichtkegel an einer Wand